# Кінтініч
Кінтініч (рум. Chintinici) — село у повіті Нямц в Румунії. Адміністративно підпорядковане місту Рознов.
Село розташоване на відстані 267 км на північ від Бухареста, 14 км на південний схід від П'ятра-Нямца, 90 км на південний захід від Ясс, 147 км на північний схід від Брашова.

## Населення
За даними перепису населення 2002 року у селі проживали 988 осіб, усі — румуни. Усі жителі села рідною мовою назвали румунську.